# Андроиды Тары
Андроиды Тары (англ. The Androids of Tara) — четвертая серия шестнадцатого сезона британского научно-фантастического телесериала «Доктор Кто», состоящая из четырех эпизодов, которые были показаны в период с 25 ноября по 16 декабря 1978 года, а также являющаяся четвертой в общей сюжетной линии сезона, называющейся «Ключ времени».

## Сюжет
На планете Тара наравне с феодальной иерархией вовсю процветают продвинутые технологии. Несколько веков назад по планете прошла чума, уничтожившая девять десятых населения, и из-за нехватки рабочей силы крестьяне стали создавать андроидов. Сейчас за корону борются законный наследник принц Рейнарт и его кузен граф Грендель из Грахта, держащий в плену принцессу Стреллу, любовь принца.
Приземлившись на планете, Доктор отправляется рыбачить, а Романа - искать четвертый фрагмент Ключа. Им оказывается часть статуи в Грахте, но как только с него спадает маскировка, на девушку тут же нападает таранский медведь. Её спасает граф Грендель, который отводит её в замок. В замке, считая, что она андроид, похожий на принцессу Стреллу, он приказывает разобрать Роману, но хирург и инженер Гренделя, мадам Ламия, понимает, что та живая. Девушку заключают в подземелье, как и принцессу.
Тем временем, мечники Задек и Фарра нанимают Доктора в помощь принцу Рейнарту. Тот чинит андроида-копию принца Рейнарта, который будет отвлекать людей Гренделя во время коронации. Но граф нападает первым, усыпив свиту и похитив принца. Очнувшись, Доктор предлагает пока короновать андроида, а тем временем освободить принца. С помощью K-9 он узнает, что в замке держат принца и Роману, и вместе со свитой и андроидом Рейнартом они проходят в замок по туннелям и успешно проводят коронацию. Но становится очевидно, что андроид долго не продержится.
Слуга Гренделя, Тилль, предлагает Доктору забрать Роману из Павильона Летних Ветров. Но это оказывается ловушкой графа, а Романа - андроидом-убийцей. K-9 уничтожает её, а настоящая Романа сбегает из замка графа, убивает Ламию и помогает Доктору сбежать, но её вновь ловят. Теперь граф хочет устроить свадьбу Романы и Рейнарта, убить принца, жениться на Романе, убить её и наконец стать королём Тары.
Доктор и K-9 пробираются в замок и врываются на свадьбу. В дуэли он побеждает графа и вынуждает его сбежать. Романа освобождает Стреллу, которая воссоединяется с принцем. Взяв фрагмент, Доктор, Романа и K-9 улетают.

## Трансляции и отзывы
| Эпизод      | Дата показа     | Продолжительность | Телезрители (в миллионах) |
| ----------- | --------------- | ----------------- | ------------------------- |
| «Часть 1»   | 25 ноября 1978  | 24:53             | 8,5                       |
| «Часть 2»   | 2 декабря 1978  | 24:27             | 10,1                      |
| «Часть 3»   | 9 декабря 1978  | 23:52             | 8,9                       |
| «Часть 4»   | 16 декабря 1978 | 24:49             | 9,0                       |
| [ 1 ] [ 2 ] |                 |                   |                           |

## Интересные факты
- Сценарий серии был вдохновлен романом Энтони Хоупа «Пленник Зенды».